# Shinjitai
Shinjitai (kanji: med shinjitai: 新字体, med kyūjitai: 新字體, "ny skriftform"), er en skriftform med kinesiske tegn, kanji, som anvendes i Japan siden 1946. I modsætning til sidstnævnte – og i virkeligheden uafhængige – skriftreform i Kina, i hvilken et stort antal tegnelementer forenkledes, startede de forenklede japanske tegn som en officiel liste på 1.850 tegn. Principerne for forenklingen var dog de samme som senere skulle tillæmpes i Kina, frem for alt fik forenklinger af hele tegn eller tegnelement som allerede forekom i skrivestilen (ryakuji 略字) gennem reformstatus af korrekt form. Nogen forandringer af tegn er sket siden 1950'erne, men ingen siden Jōyōkanji-listen med dens 1.945 tegn, som trådte i kraft i 1981.